# Cinema love
Cinema love er en dansk animationsfilm fra 1998 med instruktion og manuskript af Tao Vincent.

## Handling
Kan man forelske sig i en filmstjerne og få hende? En film om umulig kærlighed. To mennesker, der lever på hver deres side af filmlærredet, forelsker sig. Han en filmfreak, hun en filmstjerne, men kan virkelighedens og fiktionens verden smelte sammen, så de elskende kan forenes med hinanden, eller må de leve i drømmen?